# Sacha Baron Cohen
Sacha Noam Baron Cohen (Londres, 13 de outubro de 1971) é um ator, roteirista, produtor e comediante britânico. Seus principais personagens são Borat, Ali G, Brüno e Almirante General Aladeen. Cohen é judeu praticante; formou-se em História pela tradicional Universidade de Cambridge; sua linha de pesquisa contemplava as raízes dos preconceitos do mundo contemporâneo.
O seu trabalho foi reconhecido com um prémio BAFTA, uma nomeação para um Emmy e um Oscar de melhor argumento adaptado de 2007. Nesse mesmo ano, ganhou um Globo de Ouro de melhor ator em comédia ou musical pela sua actuação em Borat: Cultural Learnings of America for Make Benefit Glorious Nation of Kazakhstan.

## Primeiros anos
Sacha Baron Cohen é o segundo de três irmãos e nasceu em Hammersmith, no Oeste de Londres. A sua mãe, Daniella Naomi (nome de solteira: Weiser), nasceu em Israel e o seu pai, Gerald Baron Cohen, um contabilista, é natural de Londres. Sacha tem dois irmãos chamados Erran e Ammon e os três foram criados na religião judaica. O seu avô paterno, Morris Cohen, que era natural de Pontypridd, no País de Gales, acrescentou "Baron" ao seu sobrenome. A sua avó materna, que vive em Haifa, estudou ballet na Alemanha. O seu irmão Erran é compositor e trabalhou em vários dos seus filmes e o seu primo, Simon Baron-Cohen, é um conhecido pesquisador em autismo.
Sacha frequentou a Haberdashers' Aske's Boys' School, uma escola privada em Elstree, Hertfordshire, no norte de Londres. De seguida, o ator entrou na Christ's College da Universidade de Cambridge onde estudou História. Nessa altura, Baron Cohen fazia parte do clube de teatro amador da universidade e entrou em peças como Fiddler on the Roof e Cyrano de Bergerac, para além de entrar em algumas peças no Habonim Dror, o maior movimento juvenil judaico do mundo.

## Primeiros papéis
Quando terminou a universidade, Sacha Baron Cohen trabalhou como modelo durante algum tempo e apareceu em várias revistas de moda. No início dos anos 1990, apresentava um programa no canal local de Windsor com Carol Kirkwood, que mais tarde passou a apresentar a meteorologia na BBC. Em 1995, o Channel 4 estava a planear substituir a série The World e começou a procurar apresentadores através de audições. Sacha Baron Cohen enviou uma cassete onde fazia a personagem de Kristo, um repórter de televisão fictício que chamou a atenção de um produtor. Baron Cohen apresentou o programa Pump TV entre 1995 e 1996.
Em 1996 começou a apresentar o programa orientado para a juventude, F2F na Granada Talk TV. De seguida, o ator frequentou a Ecole Phillipe Gaulier onde recebeu formação de palhaço com o mestre Phillipe Gaulier. Gaulier disse que Sacha "era um bom palhaço, cheio de espírito". No final dos anos 1990, Baron Cohen apareceu no seu primeiro filme, a comédia britânica The Jolly Boys' Last Stand. Em 2000, Baron Cohen fez o papel de Super Greg numa série de anúncios televisivos da Lee Jeans; os anúncios nunca foram transmitidos, mas foi criado um site para a personagem que foi um grande sucesso.

## Personagens

### Ali G

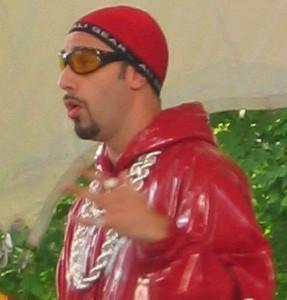
Sacha Baron Cohen na pele da personagem Ali G

Sacha Baron Cohen fazia sketches de dois minutos com a personagem do repórter de moda Brüno no Paramount Comedy Channel em 1998. O ator ganhou fama com a personagem de Ali G, um junglist ignorante e mal-educado natural de Staines (uma cidade nos subúrbios de Surrey, a oeste de Londres). A personagem surgiu pela primeira vez no programa The 11 O'Clock Show no Channel 4, que começou a ser emitido a 8 de setembro de 1998. Um ano depois, a revista GQ elegeu Sacha Baron Cohen como comediante do ano. Ele venceu o prémio de Melhor Novo Artista nos British Comedy Awards e foi nomeado na categoria de Melhor Ator de Entretenimento nos British Academy Television Awards.
O Da Ali G Show estreou em 2000 e venceu o BAFTA de Melhor Comédia no ano seguinte. Ainda em 2000, a personagem surgiu no vídeo da música "Music" de Madonna, realizado por Jonas Åkerlund, também responsável pela realização da série.
Em 2002, Ali G protagonizou o filme Ali G Indahouse, no qual é eleito para o Parlamento Britânico e desmonta um plano para acabar com um centro comunitário na sua terra natal de Staines. O seu programa de televisão foi exportado para os Estados Unidos em 2003 e foram filmados novos episódios exclusivos para o país que foram exibidos pela HBO.
Nos British Comedy Awards de 2012, treze anos após ter vencido o prémio de Melhor Novo Artista, Sacha Baron Cohen recebeu o prémio de carreira das mãos de Sir Ben Kingsley, vestido de Ali G e disse "Eu ser adulto agora. Agora não moro na casa da minha vóvó. Agora moro na garagem dela".
As entrevistas de Ali G a celebridades ganharam notoriedade em parte devido ao facto de os visados não saberem que Ali G não era um jornalista a sério, mas sim uma personagem cómica. De acordo com a revista Rolling Stone, Sacha Baron Cohen chegava sempre ao local da entrevista no papel da sua personagem e carregava o equipamento como se fosse um membro insignificante da equipa técnica. Chegava sempre com um homem enfatado que criava a ilusão aos entrevistados de que era ele quem iria conduzir a entrevista. Baron Cohen começava a sua entrevista no papel da sua personagem com alguma perguntas de aquecimento. Porém, os entrevistados ficavam sempre com a impressão de que o homem de fato é que os iria entrevistar até pouco antes de as câmaras começarem a rodar: isto garantia a vantagem da surpresa e impedia que as pessoas desistissem das entrevistas. A vontade dos entrevistados em responder às perguntas arriscadas de Ali G criava conversas surpreendentes.

### Borat Sagdiyev
A personagem Borat Sagdiyev surgiu pela primeira vez no programa F2F, que Sacha Baron Cohen apresentou entre 1995 e 1996. Na altura chamava-se Alexi e mais tarde passou a chamar-se Christo e originalmente o seu país natal era a Albânia e não o Cazaquistão. Depois de deixar a personagem durante algum tempo, Sacha voltou a dar-lhe vida no programa Da Ali G Show onde recebeu o nome Borat Sagdiyev.

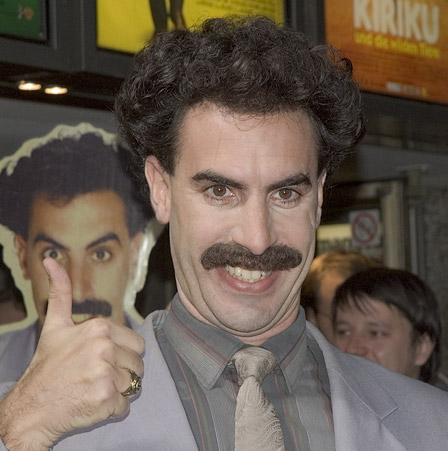
Sacha Baron Cohen na pele da personagem Borat Sagdiyev

Em novembro de 2005, Sacha Baron Cohen apresentou os MTV Europe Music Awards em Lisboa no papel de Borat. No dia seguinte, vários meios de comunicação húngaros afirmaram que um jornalista do Cazaquistão chamado Borat Sagdiyev tinha apresentado a cerimónia sem fazerem ideia que essa pessoa não passava de uma personagem.
O filme Borat: Cultural Learnings of America for Make Benefit Glorious Nation of Kazakhstan, protagonizado pela personagem Borat, foi exibido no Festival de Cinema de Toronto em 2006. O filme segue a viagem pelos Estados Unidos numa carrinha de gelados de Borat, que procura Pamela Anderson com o objetivo de a pedir em casamento. O filme tem o formato de um documentário e inclui várias entrevistas a cidadãos americanos que satirizam a cultura americana, o sexismo, o racismo, a homofobia, o antissemitismo e o jingoísmo.
O filme foi o mais visto na sua semana de estreia nos Estados Unidos, tendo arrecadado 26,4 milhões de dólares em apenas 867 ecrãs. Sacha Baron Cohen venceu o Globo de Ouro de Melhor Ator de Musical ou de Comédia em 2007. Apesar de o filme estar nomeado na categoria de Melhor Filme Musical ou de Comédia, perdeu o prémio para Dreamgirls. A 23 de janeiro de 2007, Baron Cohen foi nomeado para o Óscar de Melhor Argumento Adaptado. A nomeação foi partilhada com os restantes argumentistas do filme: Ant Hines, Peter Bayham, Sy Mordecai Finesto, Dan Mazer e Todd Phillips.
Em 2007, Baron Cohen publicou um guia de viagens na pele da sua personagem de Borat em dois livros: Borat: Touristic Guidings To Minor Nation of U.S. and A. e Borat: Touristic Guidings To Glorious Nation of Kazakhstan.
Em dezembro de 2007, Sacha Baron Cohen anunciou que iria terminar com a personagem de Borat.
Em outubro de 2020, Baron Cohen retorna ao papel de Borat no seu novo filme, Borat Subsequent Moviefilm: Delivery of Prodigious Bribe to American Regime for Make Benefit Once Glorious Nation of Kazakhstan, ainda sem título em português.

### Brüno Gehard
Um dos outros alter-egos de Sacha Baron Cohen é Brüno, um homossexual extravagante de alegadamente 19 anos que apresenta um programa de moda na Áustria e que leva aqueles que entrevista a fazer afirmações provocatórias e a tomar atitudes embaraçosas, para além de os levar a contradizerem-se a si próprios, muitas vezes na mesma entrevista.
Os principais alvos da sátira de Brüno são a vacuidade e inutilidade do mundo da moda e das discotecas. Em maio de 2009, nos MTV Movie Awards, Sacha Baron Cohen fez uma aparição na pele de Brüno, vestindo um disfarce de anjo, com uma coquilha branca, botas go-go brancas e asas brancas. Durante o programa, Baron Cohen desceu do teto e aterrou com o rabo na cara de Eminem, o que levou a que este abandonasse o local com os rappers que o acompanhavam. Mais tarde Eminem admitiu que este episódio foi ensaiado com Sacha Baron Cohen.
Após uma acesa disputa entre grandes estúdios de Hollywood que envolveu a DreamWorks, a Sony e a 20th Century Fox, a Universal Pictures venceu e adquiriu os direitos do filme centrado na personagem de Brüno por uns alegados 42,5 milhões de dólares. Durante a produção do filme, foram criadas várias empresas e sites fictícios para criar a ilusão de que a personagem de Brüno era real e atrair potenciais entrevistas. O filme Brüno estreou em julho de 2009.

### Almirante General Aladeen
O filme The Dictator, de 2012, foi descrito à imprensa como "a história heroica de um ditador que arriscou a sua vida para garantir que a democracia nunca chegaria ao país que oprime com tanto amor". Sacha Baron Cohen fez o papel de Almirante General Aladeen, um ditador de um país fictício chamado República de Wadiya. O realizador Larry Charles, também responsável pelos filmes Borat: Cultural Learnings of America for Make Benefit Glorious Nation of Kazakhstan e Brüno, realizou o filme. O principal alvo da sátira do filme foi o ditador da Líbia, Muammar al-Gaddafi, que ainda estava vivo quando o argumento foi escrito. Os produtores do filme receavam que o mesmo enfurecesse o ditador e que resultasse num ataque terrorista, por isso foram fornecendo informações falsas e disseram que o filme se baseava num romance amoroso escrito pelo antigo ditador iraquiano Saddam Hussein.
A 26 de fevereiro de 2012, Sacha Baron Cohen foi alegadamente proibido de participar na 84.ª cerimónia dos Óscares na pele da sua personagem de Almirante General Aladeen, mas esse rumor foi negado pela Academia que disse: "não o excluímos. Estamos apenas à espera de saber o que é que ele vai fazer", mas expressaram claramente que "não nos agrada que Cohen use a carpete vermelha como uma plataforma para uma manobra de publicidade". Sacha acabou por aparecer na carpete vermelha do evento acompanhado por duas guarda-costas fardadas e a carregar uma urna que dizia conter as cinzas de Kim Jong-il. As "cinzas", que Sacha afirmou mais tarde não passarem de farinha, foram derramadas de forma "acidental" sobre o apresentador Ryan Seacrest.

## Polémicas e críticas
As personagens de Sacha Baron Cohen foram a fonte de várias polémicas:
Numa entrevista com o antigo membro do parlamento Neil Hamilton em 2000, Ali G ofereceu-lhe algo que seria alegadamente canábis que o político aceitou e fumou, o que criou alguma controvérsia nos meios de comunicação britânicos.
Nos MTV Movie Awards de 2006, Sacha Baron Cohen, na pele de Borat, apresentou a atuação de "Crazy" dos Gnarls Barkley, tendo aproveitado a ocasião para dizer que Jessica Simpson tinha uns lábios muito bonitos e que estes eram bastante visíveis através das suas calças de ganga.
Na estreia do filme Borat: Cultural Learnings of America for Make Benefit Glorious Nation of Kazakhstan em Leicester Square, em Londres, o personagem Borat chegou numa carroça puxada por uma mula e várias mulheres do Cazaquistão e anunciou: "Boa noite, senhores e prostitutas. Quando isto acabar, vou para um hotel em King's Cross. Vamos todos beber, lutar nús e alvejar cães a partir da janela".
Sacha teve alguns problemas devido aos comentários racistas das suas personagens. O porta-voz da HBO, Quentin Schaffer, afirmou que "através dos seus alter-egos, ele faz uma sátira óbvia que expõe a ignorância e os preconceitos das pessoas de uma forma muito semelhante à série All in the Family". Quanto ao lado antissemita de Borat, Sacha Baron Cohen diz que os segmentos são "uma demonstração drástica de como o racismo se alimenta tanto da conformidade da ignorância como da intolerância radical" e não uma exposição de racismo por parte do ator. "Na sua essência, o Borat funciona como uma ferramenta. Uma vez que ele é antissemita, ele deixa que as pessoas baixem as suas defesas e exponham os seus preconceitos", explica o ator. Baron Cohen voltou a abordar o assunto numa entrevista à estação de rádio NPR e disse "…e acho que esse é um aspecto muito interessante do Borat, o facto de as pessoas baixarem mesmo as suas defesas com ele porque estão numa sala com alguém que parece ter umas opiniões escandalosas. Às vezes parece que ficam mais à vontade para darem as suas próprias opiniões escandalosas e politicamente incorretas".
Sacha é neto de uma sobrevivente do Holocausto e diz que gostaria de expor o papel que a indiferença teve nesse genocídio. "Quando andava na universidade, havia um grande historiador do Terceiro Reich chamado Ian Kershaw que disse: 'O caminho para Auschwitz foi construído com indiferença'. Eu sei que não tem muita piada ouvir um comediante a falar do Holocausto, mas é interessante pensar que nem toda a gente na Alemanha tinha de ser um antissemita fervoroso. Bastava-lhes serem apáticos". Em relação à reação entusiasta à sua música "In My Country There is a Problem" (também conhecida como "Throw the Jew Down the Well"), ele disse: "Será que revelou que eles eram todos antissemitas? Talvez. Mas talvez tenha revelado apenas que eram todos indiferentes em relação ao antissemitismo".
No filme Bruno, seu personagem  invadiu um desfile de moda de Ágatha Ruiz de la Prada em Milão no dia 26 de setembro de 2008. O ator surgiu na passerelle com um cobertor e com peças de roupa presas ao seu fato feito de velcro. As luzes foram desligadas e a equipa de segurança interveio e expulsou-o do local e o desfile prosseguiu sem mais incidentes. O ator e a sua equipa técnica conseguiram alegadamente invadir o evento com documentos de identificação falsos.

## Outros trabalhos
Sacha Baron Cohen fez uma participação especial na quinta temporada da série Curb Your Enthusiasm, em conjunto com Dustin Hoffman, no papel de guia do Paraíso. Ele também emprestou a sua voz à série de filmes de animação da DreamWorks, Madagascar e fez o papel de inimigo da personagem de Will Ferrell na comédia de 2006, Talladega Nights: The Ballad of Ricky Bobby. O ator trabalhou ainda com Johnny Depp no filme Sweeney Todd: The Demon Barber of Fleet Street em 2007 no papel de Signor Adolfo Pirelli, participou no filme de Martin Scorsese Hugo em 2011 e fez o papel de Thénardier na versão cinematográfica do musical da Broadway, Les Misérables.
O ator tenta evitar dar entrevistas fora da pele das suas personagens. Porém, em 2004, ele deu várias entrevistas como ele próprio em talk-shows como o Late Show with David Letterman, no The Opie and Anthony Show e no The Howard Stern Show para promover a nova temporada da sua série na HBO. Ele também foi entrevistado no programa All Things Considered na estação de rádio NPR. Em novembro de 2006, deu uma entrevista à Rolling Stone que a revista disse ser a sua única entrevista real. Em janeiro de 2007, o ator também deu uma entrevista na sua própria pessoa no programa de Terry Gross, Fresh Air, transmitido pela NPR.
Sacha apresentou duas vezes os MTV Europe Music Awards, primeiro na sua personagem de Ali G, a 8 de novembro de 2001 em Frankfurt, na Alemanha e depois a 3 de novembro de 2005 em Lisboa, Portugal. Ele apareceu como ele próprio para aceitar um prémio nos British Comedy Awards em dezembro de 2006. Na altura, o ator disse que Borat não pôde estar presente na cerimónia uma vez que era o convidado de honra numa conferência de negação do Holocausto em Teerão.
O realizador de Borat, Larry Charles, explicou que Sacha Baron Cohen costuma aparecer na pele das suas personagens em parte para "proteger as suas fragilidades", uma vez que desta forma o público interessa-se nas suas personagens e não nele. Uma das outras razões, segundo a Newsweek, prende-se com o facto de ele ser uma pessoa bastante privada: "…segundo a imprensa britânica, os seus publicistas não só negaram que ele tinha aparecido numa festa que se seguiu à estreia no Reino Unido de Borat, como negaram que a festa tenha sequer acontecido".
Em setembro de 2010, os representantes de Sacha confirmaram que ele faria o papel de Freddie Mercury num filme sobre a vida do cantor. Porém, o ator desistiu do projeto em julho de 2013, dizendo que não chegou a um acordo a nível criativo com os restantes membros da banda Queen.
Sacha Baron Cohen foi considerado uma das 100 pessoas mais influentes do mundo pela revista Time em 2007.
Em 2010, o ator emprestou a sua voz ao episódio The Greatest Story Ever D'ohed da série The Simpsons, onde fez a personagem de Jakob, um guia turístico israelita de temperamento quente.

## Filmografia

### Filmes
| Ano  | Título                                         | Personagem                                                                                 | Notas                                                  |
| ---- | ---------------------------------------------- | ------------------------------------------------------------------------------------------ | ------------------------------------------------------ |
| 1996 | Punch                                          | Personagem sem nome                                                                        | Curta-metragem                                         |
| 2000 | The Jolly Boys' Last Stand                     | Vinnie                                                                                     |                                                        |
| 2002 | Ali G Indahouse                                | Ali G / Borat Sagdiyev                                                                     | Também roteirista e produtor executivo                 |
| 2003 | Spyz                                           | Ali G / James Bond                                                                         | Curta-metragem; também roteirista e produtor executivo |
| 2005 | Madagascar                                     | King Julien XIII                                                                           | Voz                                                    |
| 2006 | Talladega Nights: The Ballad of Ricky Bobby    | Jean Girard                                                                                |                                                        |
| 2006 | Borat                                          | Borat Sagdiyev                                                                             | Também roteirista e produtor                           |
| 2007 | Sweeney Todd: The Demon Barber of Fleet Street | Signor Adolfo Pirelli                                                                      |                                                        |
| 2008 | Madagascar: Escape 2 Africa                    | King Julien XIII                                                                           | Voz                                                    |
| 2009 | Brüno                                          | Brüno Gehard                                                                               | Também roteirista e produtor                           |
| 2010 | Dinner for Schmucks                            | —                                                                                          | Produtor executivo                                     |
| 2011 | Hugo                                           | Inspetor Gustav Dasté                                                                      |                                                        |
| 2012 | The Dictator                                   | Almirante General / Primeiro Ministro Haffaz Aladeen / Allison Burgers e seu duplo Efawadh | Também roteirista e produtor                           |
| 2012 | Madagascar 3: Europe's Most Wanted             | King Julien XIII                                                                           | Voz                                                    |
| 2012 | Les Misérables                                 | M. Thénardier                                                                              |                                                        |
| 2013 | Anchorman 2: The Legend Continues              | Repórter da BBC News                                                                       | Cameo                                                  |
| 2016 | Grimsby                                        | Kyle Allen "Nobby" Butcher                                                                 | Também roteirista e produtor                           |
| 2016 | Alice Through the Looking Glass                | Tempo                                                                                      |                                                        |
| 2016 | Past Foward                                    | O Homem Sem Boca                                                                           | Curta-metragem                                         |
| 2020 | The Trial of the Chicago 7                     | Abbie Hoffman                                                                              | Também produtor associado                              |
| 2020 | Borat Subsequent Moviefilm                     | Borat Sagdiyev                                                                             | Também roteirista e produtor                           |
| 2021 | Luca                                           | Tio Ugo                                                                                    | Voz                                                    |
| TBA  | Ladies First                                   | TBA                                                                                        | Filmando                                               |

### Televisão
| Ano       | Título                             | Personagem                            | Notas                                                                 |
| --------- | ---------------------------------- | ------------------------------------- | --------------------------------------------------------------------- |
| 1988      | EastEnders                         | Aluno da escola                       | Episódio 316                                                          |
| 1995      | Jack and Jeremy's Police 4         | Vítima de execução                    | Telefilme                                                             |
| 1995      | Pump TV                            | Ele mesmo (apresentador)              |                                                                       |
| 1996–1997 | F2F                                | Ele mesmo (apresentador)              |                                                                       |
| 1998      | Comedy Nation                      | Vários personagens                    | 9 episódios                                                           |
| 1998      | Live from the Lighthouse           | Ali G                                 | Especial de televisão                                                 |
| 1998–1999 | The 11 O'Clock Show                | Ali G                                 | 45 episódios; também roteirista                                       |
| 2000–2004 | Da Ali G Show                      | Ali G / Borat Sagdiyev / Brüno Gehard | 18 episódios; também criador, roteirista e produtor executivo         |
| 2004      | Borat's Television Programme       | Borat Sagdiyev / Brüno Gehard         | 2 episódios; também criador                                           |
| 2005      | Curb Your Enthusiasm               | Guia de Larry                         | Episódio: "The End"                                                   |
| 2006      | Night of Too Many Stars            | Borat Sagdiyev                        | Especial de televisão                                                 |
| 2010      | The Simpsons                       | Jakob (voz)                           | Episódio: "The Greatest Story Ever D'ohed"                            |
| 2013      | Eastbound and Down                 | Ronnie Thelman                        | Episódio: "Chapter 29"                                                |
| 2015      | Highston                           | —                                     | Produtor executivo                                                    |
| 2018      | The Zen Diaries of Garry Shandling | Ele mesmo                             | Documentário televisivo                                               |
| 2018      | Seth Rogen's Hilarity for Charity  | Ele mesmo                             | Especial de televisão                                                 |
| 2018      | Who Is America?                    | Vários personagens                    | 7 episódios; também criador, roteirista, diretor e produtor executivo |
| 2019      | The Spy                            | Eli Cohen                             | 6 episódios; também produtor executivo                                |
| 2024      | Disclaimer                         | Robert Ravenscroft                    | Principal; minissérie                                                 |
| 2025      | Ironheart                          | TBA                                   | Pós-produção; minissérie                                              |

### Vídeo clipes
| Ano  | Título  | Personagem | Artista |
| ---- | ------- | ---------- | ------- |
| 2000 | "Music" | Ali G      | Madonna |